# Klára Křížová
Klára Křížová, née le 13 juillet 1989 à Zlín, est une skieuse alpine tchèque. Elle dispute les épreuves de vitesse et de combiné.

## Biographie
Fille de la médaillée olympique Olga Charvátová, après une participation en championnat du monde junior en 2005, elle fait ses débuts dans la Coupe du monde en décembre 2005. 
En fin d'année 2006, elle obtient son premier et seul dans la Coupe nord-américaine en descente à Lake Louise.
En 2008, elle remporte son premier titre national en super G, après avoir obtenu plusieurs top dix dans la Coupe d'Europe.
En 2009, elle reçoit sa première sélection majeure pour les Championnats du monde à Val d'Isère, où elle termine dans le top 30 de ses trois courses.
En 2010, elle participe pour la première fois aux Jeux olympiques à Vancouver en 2010, où elle est 37e de la descente et 29e du super G. Elle venait de marquer ses premiers points dans la Coupe du monde avec une vingtième place à la descente de Saint-Moritz, qui restera sa meilleure performance à ce niveau. Elle inscrit de nouveau des points en 2013, puis lors des saisons 2014, 2015 et 2016 dans les disciplines de descnte, super G et super combiné. 
En 2014, elle prend part aux Jeux olympiques à Sotchi, pour enregistrer ses meilleurs résultats en carrière : 21e de la descente, 19e du super G et 17e du super combiné.
Dans les Championnats du monde, elle affiche deux 24e places en super combiné en 2011 à Garmisch-Partenkirchen et en descente 2013 à Schladming. En 2015, elle signe son meilleur résultat dans les Championnats du monde à Beaver Creek avec une vingtième position sur le super combiné.
En parallèle, elle court des épreuves de la Coupe d'Europe, où elle monte sur six podiums, dont son premier en décembre 2012 à Saint-Moritz, devenue sa station preférée.
En 2018, elle prend sa retraite sportive après avoir échoué à se qualifier pour les Jeux olympiques de Pyeongchang. Même si elle a trouvé un entraîneur personnel en 2016, elle a perdu le soutien des sponsors et ne peut plus participer à la Coupe du monde.
Elle devient alors co-commentatrice de ski alpin à la télévision tchèque.

## Palmarès

### Jeux olympiques d'hiver
| Épreuve / Édition | Descente | Super G | Slalom géant | Slalom | Super combiné |
| JO 2010 Vancouver | 37e      | 29e     | —            | —      | —             |
| JO 2014 Sotchi    | 21e      | 17e     | —            | —      | 19e           |

Légende :
- — : Klára Křížová n'a pas participé à cette épreuve

### Championnats du monde
| Épreuve / Édition                    | Descente | Super G | Super combiné |
| Mondiaux 2009 Val d'Isère            | 29e      | 25e     | 25e           |
| Mondiaux 2011 Garmisch-Partenkirchen | 28e      | Abandon | 24e           |
| Mondiaux 2013 Schladming             | 24e      | 25e     | Abandon       |
| Mondiaux 2015 Beaver Creek           | 32e      | 31e     | 20e           |

### Coupe du monde
- Meilleur classement général : 112e en 2014.
- Meilleur résultat : 20e.

#### Classements détaillés
| Année/Classement | Général | Général | Descente | Descente | Super G | Super G | Combiné | Combiné |
| Année/Classement | Class.  | Points  | Class.   | Points   | Class.  | Points  | Class.  | Points  |
| ---------------- | ------- | ------- | -------- | -------- | ------- | ------- | ------- | ------- |
| 2009 – 2010      | 116e    | 11      | 47e      | 11       | -       | -       | -       | -       |
| 2012 – 2013      | 115e    | 3       | 45e      | 3        | -       | -       | -       |         |
| 2013 – 2014      | 112e    | 7       | 49e      | 6        | 49e     | 1       | -       | -       |
| 2014 – 2015      | 92e     | 19      | -        | -        | 43e     | 12      | 24e     | 7       |
| 2015 – 2016      | 110e    | 9       | 45e      | 7        | 53e     | 2       | -       | -       |

### Coupe d'Europe
- 6e du classement de super G en 2016.
- 6 podiums.

### Coupe nord-américaine
- 1 podium.

### Championnats de République tchèque
- 3 fois championne en super G : 2008, 2012 et 2013.
- 2 fois championne en super combiné : 2008 et 2012.